# Koningin Elizabetheilanden
De Koningin Elizabetheilanden (Engels: Queen Elizabeth Islands), vroeger Parry-eilanden genoemd, maken deel uit van de Canadese Arctische Eilanden. De eilanden liggen ten noorden van het Parrykanaal. Politiek gezien hoort de eilandengroep overwegend bij Nunavut en een geringer deel bij Northwest Territories. De oppervlakte bedraagt meer dan 400.000 km² en er zijn amper inwoners.
Als ontdekker wordt William Baffin aangemerkt.
Tot de eilandengroep behoren 22 grotere (waaronder Ellesmere) en 2000 kleinere eilanden.